# Нагш-е Джахан
Площадът Нагш-е Джахан (на персийски: میدان نقش جهان / Maydâne Naqše Jahân), наричан още Имамски площад (на персийски: میدان امام/ Maydâne Imâm) се намира в Исфахан и е обект от Световното културно и природно наследство на ЮНЕСКО. До 1979 г. площадът носи назването Шахски площад (на персийски: میدان شاه).
Площадът е разположен в историческата част на Исфахан, в района Холбахар. В южната част на площада е разположена Шахската джамия, в западната – дворецът Али Капу, в източната – Джамията на шейх Лотфолах и в северната – Големият базар. След Ислямската революция на площада се води петъчната молитва.
Площадът е дълъг 560 м в посока север-юг и 165 – в посока изток-запад. Съвременният облик на площада се оформил през 16 и 17 век, когато Исфахан бил столица на Сефевидски Иран. През 1589 г. шах Абас I Велики, който преместил столицата, започнал активно строителство.
Площадът бил подробно описан от пътешественика Адам Олеарий през 1637 г.
В някои периоди от историята, площадът е бил използван като терен за игра на поло, непосредствено под шахския дворец. Изображения на сцени от играта могат да се срещнат в някои творения на иранската миниатюра. В днешно време площадът е основно търговски център, с базар и сувенирни щандове, а на самия площад е разположен фонтан.